# Geron dispar
Geron dispar är en tvåvingeart som beskrevs av Macquart 1850. Geron dispar ingår i släktet Geron och familjen svävflugor. Inga underarter finns listade i Catalogue of Life.